# Rosihan Anwar
Rosihan Anwar (ur. 10 maja 1922 w Kubang Nan Dua, zm. 14 kwietnia 2011 w Dżakarcie) – indonezyjski dziennikarz i pisarz.

## Życiorys
Urodził się 10 maja 1922 w Kubang Nan Dua na wyspie Sumatra. Edukację podstawową odbył w Hollandsch-Inlandsche School (HIS) w Padangu, następnie kontynuował kształcenie w Meer Uitgebreid Lager Onderwijs (MULO), później w Algemene Middelbare School (1939–1942) w Yogyakarcie.
Karierę dziennikarską rozpoczął na łamach gazety „Asia Raya”. W 1947 roku zapoczątkował tygodnik „Siasat”, a później stał na czele dziennika „Pedoman” (1948–1961, 1968–1974). 